# Ниђица
Ниђица (пољ. Nidzica) град је у Пољској у Војводству варминско-мазурском. По подацима из 2012. године број становника у месту је био 14 395.

## Становништво
| 2012.  |
| ------ |
| 14 395 |